# 免疫球蛋白A

蛋白质二聚体IgA分子。其中免疫球蛋白重链为蓝，免疫球蛋白轻链为红，J-chain为粉，分泌片为黄。

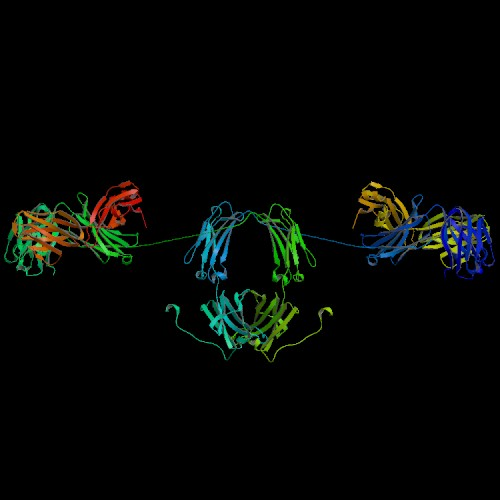
IgA

免疫球蛋白A（英語：Immunoglobulin A，縮寫：IgA），在血清中的含量僅次於IgG，占血清免疫球蛋白的10～20％，存在於粘膜組織，例如消化道、呼吸道以及泌尿生殖系統。黏膜組織具有黏膜層淋巴組織，會製造出IgA以避免遭到病原的入侵，也存在於唾液、淚液以及乳汁當中，尤其是初乳，其IgA的含量相當高。
在人體中，IgA的結構主要以單體和雙體的形態存在。依照IgA在身體體內的分布，又可以分成血清型和分泌型。

## 體內分布

### 血清型
血清型IgA存在於血清中，血清IgA具有某些IgG和IgM的免疫功能，特異性IgA能中和血液中的抗原，同時也出現替代性補體免疫系統。

### 分泌型
分泌型IgA（Secretory IgA, SIgA）存在於分泌液中，例如：唾液、淚液以及乳汁當中，均含有IgA抗體。分泌型IgA是身體局部黏膜抗感染免疫的主要抗體。故又稱黏膜免疫抗體。IgA不能通過胎盤。新生兒血清中無IgA抗體，但可從母乳中獲得分泌型IgA。